# Brachyhesma ventralis
Brachyhesma ventralis är en biart som beskrevs av Exley 1977. Brachyhesma ventralis ingår i släktet Brachyhesma och familjen korttungebin. Inga underarter finns listade.

## Bildgalleri

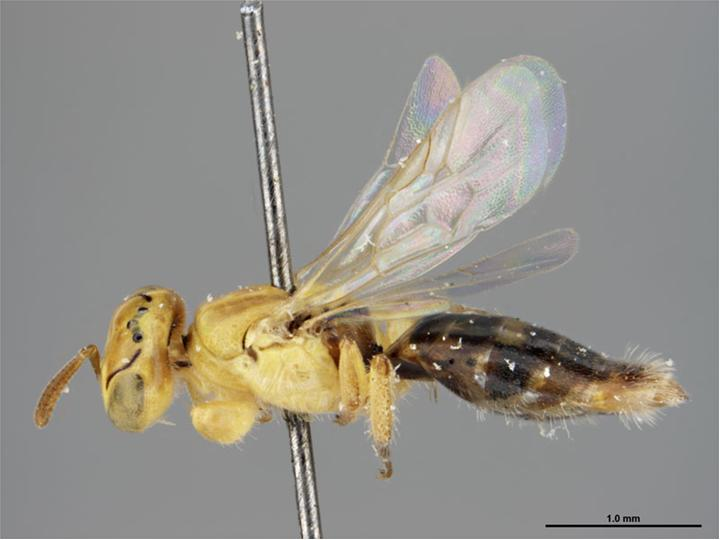